# Operació Còndor

Estats participants de l'Operació Còndor:
Membres actius:
Argentina, Bolívia, Brasil, Xile, Paraguai i Uruguai.
Membres esporàdics:
Colòmbia, Perú i Veneçuela.
Organitzador:
Estats Units d'Amèrica.

L'Operació Còndor (Operación Cóndor en castellà) va ser el pla d'intel·ligència, imposició i coordinació entre els serveis de seguretat de les dictadures militars del Con Sud d'Amèrica (Argentina, Xile, Brasil, Paraguai, Uruguai i Bolívia) i la CIA, sota les directives de la Doctrina Truman de sospitar moviments d'esquerra, en la dècada de 1970, que es va constituir en una organització clandestina internacional per a la pràctica del terrorisme d'Estat i que va tenir com a resultat l'assassinat i desaparició forçada de milers d'opositors i ciutadans comuns, sense cap militància política.